# Gutår, båd natt och dag
Gutår, båd natt och dag, Till Cajsa Stina eller Fredmans epistel n:o 1 är en visa av Carl Michael Bellman. Den ingår i Fredmans epistlar och anses vara skriven 1770.

## Bakgrund
Texten har både talade prosapartier och sjungen vers. Melodin är en menuett av okänt ursprung som även använts till Fredmans epistel n:o 59.

## Handling
Texten var den första Bellman skrev där han använde den målande stil som han tidigare utnyttjat i bland annat Epistel n:o 22, Glasen darra mellan knogen, till att beskriva en realistisk krogmiljö. Det är den sist skrivna av de epistlar där den ursprungliga idén att parodiera Pauli brev fortfarande tydligt finns kvar: prosapartierna tar formen av en predikan till brännvinets lov, och de redan vid tillfället ålderdomliga ordformerna med  bland annat dativändelser ("bordenom") och ordval som "friliga" för "sannerligen" kontrasterar mot den vardagliga scenen liksom den enkla supvisa som introduceras.
Den teknik som för första gången används, där Fredman med repliker riktade till olika personer i rummet beskriver vad som sker skulle återkomma i bland annat Epistel n:o 59, Till Lokatten, och Epistel n:o 33, Om Fader Movitz överfart till Djurgården
Versen innehåller bland annat raden: Fukta din aska; fram bränvins flaska.